# Bastion Saint-Martin
Le bastion Saint-Martin était un élément de l’enceinte de Charles V  établi sur la butte Saint-Martin, éminence  dominant  les quartiers environnants qui faisait partie de la série de monceaux échelonnés le long de cette fortification, créés par des terres du creusement des fossés de la muraille rehaussés par l’accumulation d’immondices. 

## Histoire
Cette colline fut aménagée en bastion avant 1609 dans le cadre des travaux d’amélioration du rempart contemporains de la construction de l'enceinte des Fossés Jaunes. Elle était surmontée de 3 moulins visibles sur les plans Quesnel de 1609, de Mérian de 1615 et de Gomboust de 1652. Ces moulins furent détruits  à la fin du XVIIe siècle lors de la suppression du rempart remplacé par le boulevard et par la rue Meslay.
En 1634, l'égout à ciel ouvert le long de la rue Notre-Dame-de-Nazareth fut détourné vers le nord pour passer au pied de la butte  à l'emplacement de l’actuel passage du Pont-aux-Biches. puis dans une galerie sous le chemin de ronde du bastion. Cette galerie souterraine était prolongée par une rigole à l'air libre se jetant dans le grand égout à l'emplacement de l'angle des actuelles rues de Lancry et du Château d'eau.
Après la suppression de l’enceinte décidée en 1670, le boulevard Saint-Martin fut tracé à travers l’ancien bastion partiellement arasé. Le creusement de la chaussée fut complété en 1851. La rue Meslay fut aménagée autour de 1700 après  arasement partiel du sommet.
Ces terrassements ont élevé le terrain à l'emplacement et aux environs du passage du pont aux biches, antérieurement au pied de la colline, par remblaiements destinés à créer une montée en pente  modérée de la rue Meslay à partir de  la rue du Temple.

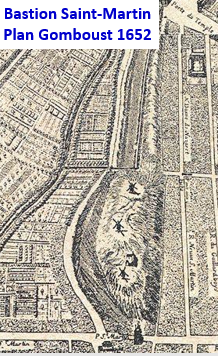
Bastion Saint-Martin vers 1650 sur plan Gomboust
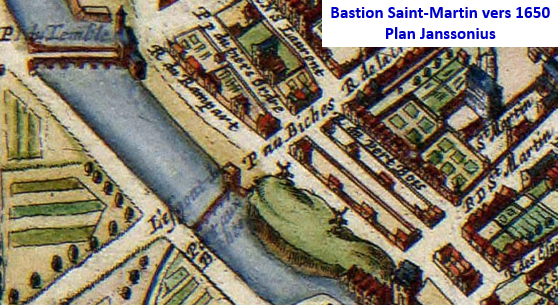
Bastion Saint-Martin vers 1650 sur plan Janssonius

## Vestiges
Les pentes de la rue Meslay, l’escalier de 47 marches du passage du Pont-aux-biches, la surélévation des trottoirs du boulevard Saint-Martin par rapport à la chaussée et par rapport à la rue René-Boulanger établie sur  le chemin de contrescarpe du bastion sont des témoignages de cette butte.

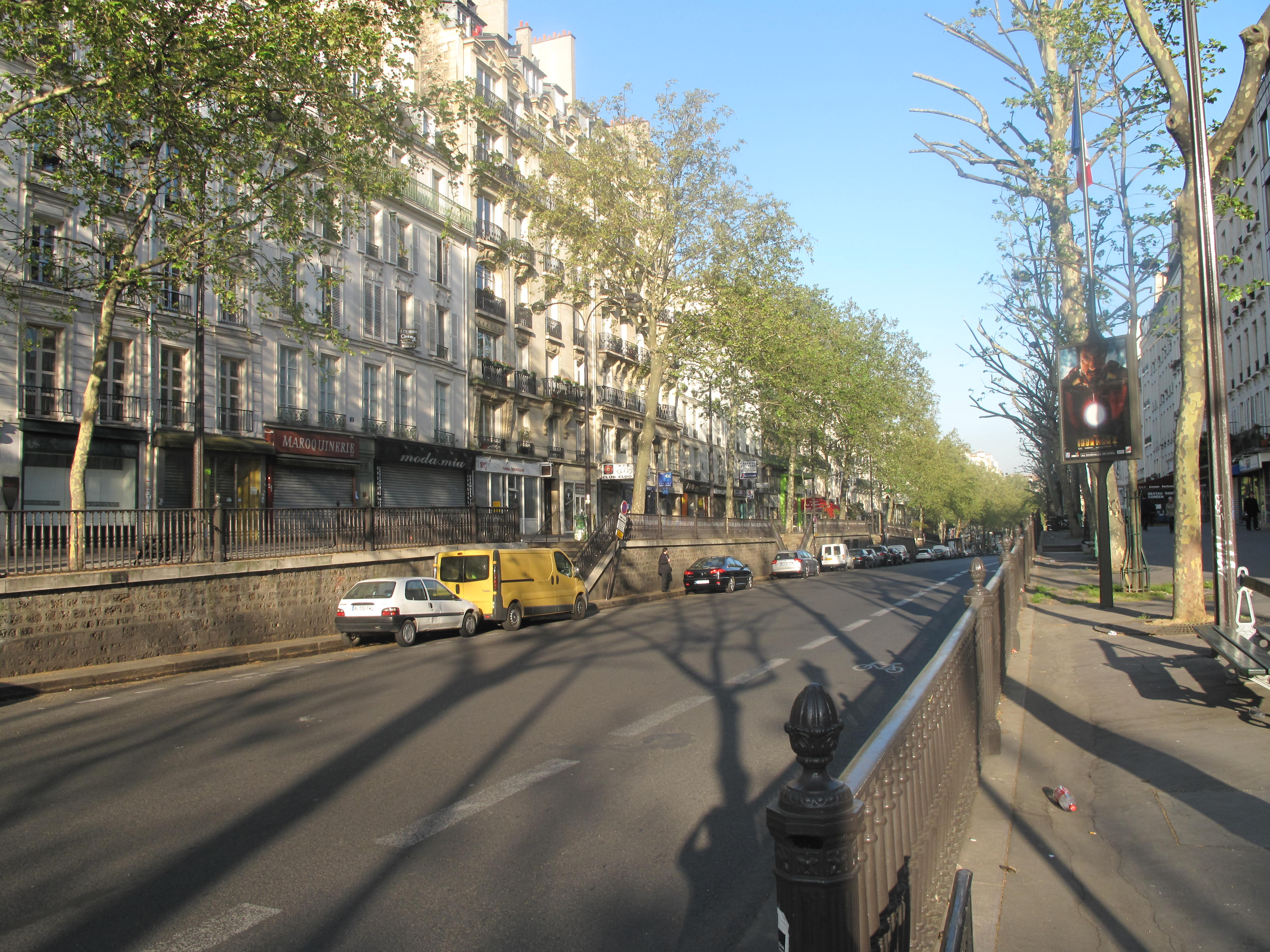
Trottoirs surélevés du boulevard Saint-Martin
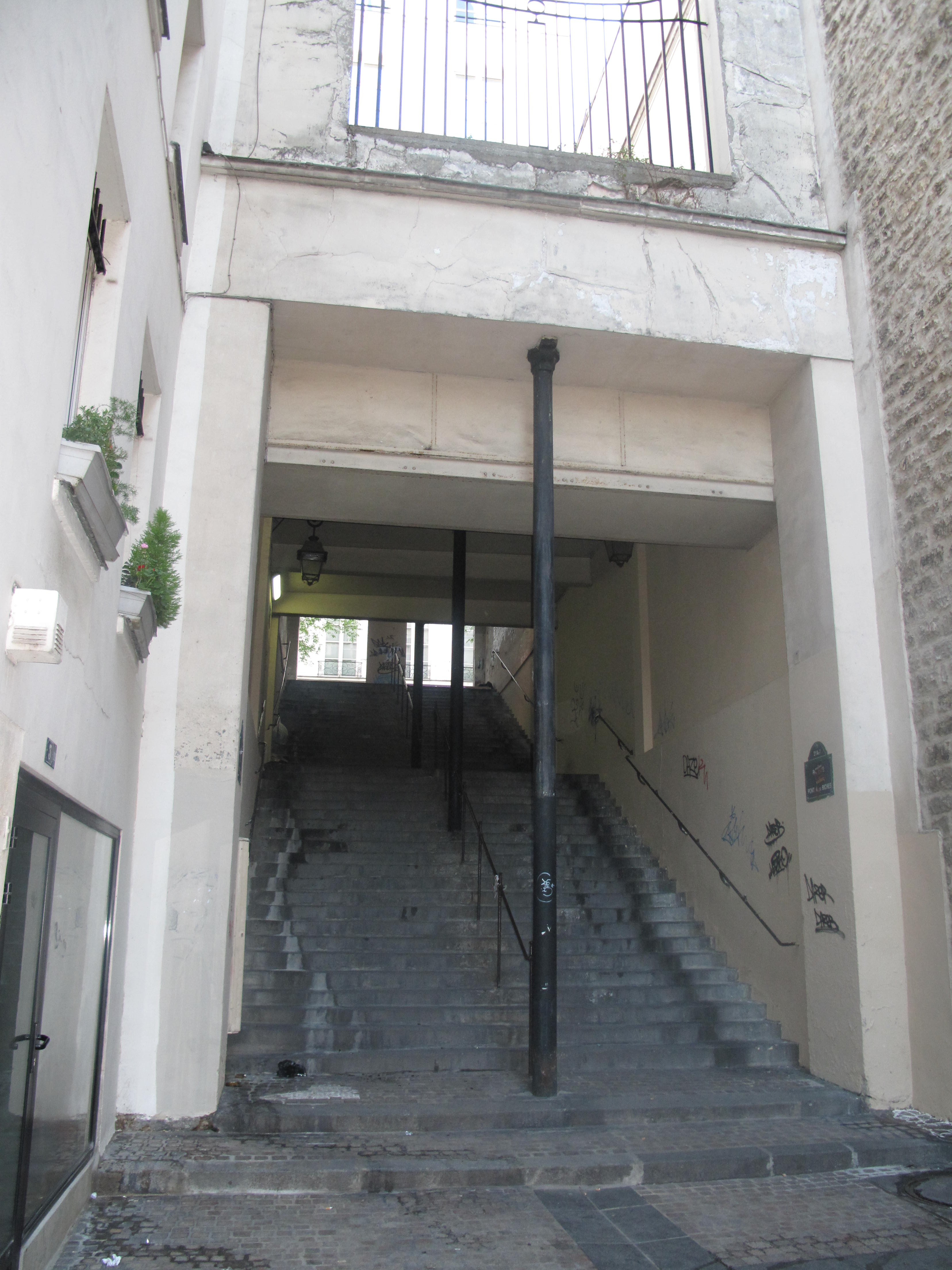
Passage du pont aux Biches